# Convention américaine relative aux droits de l'homme
Lire en ligne

Convention américaine relative aux droits de l'homme (traduction officielle)

La Convention américaine relative aux droits de l'homme (aussi appelée Pacte de San José) est un traité international majeur du système inter-américain de protection des droits de l'homme.
Adoptée le 22 novembre 1969 lors d'une réunion de la plupart des États du continent américain à San José, Costa Rica, elle est entrée en vigueur le 18 juillet 1978, à la suite d'un onzième dépôt des instruments de ratification, de la part de Grenade.

## Organes et application
Les organismes responsables de son application sont la Commission interaméricaine des droits de l'homme et la Cour interaméricaine des droits de l'homme, deux organes de l'Organisation des États américains (OEA).
Depuis la suspension de sa ratification par Trinité et Tobago le 26 mai 1999 et par Venezuela le 10 septembre 2013, cette convention est applicable dans 23 des 35 États membres de l'Organisation des États américains, à l'exception notable du Nord de l'Amérique que sont le Canada et les États-Unis.

## Voir aussi

Pays ayant ratifié un texte régional de protection des droits de l'homme
Convention européenne des droits de l'homme (Conseil de l'Europe)
Convention américaine relative aux droits de l'homme (OEA)
Charte africaine des droits de l'homme et des peuples (OUA)